# César Alzate Vargas
César Alzate Vargas (Santa Rosa de Cabal, 1967) es un escritor, periodista y profesor colombiano. Ha publicado trabajos en los géneros de la novela, el cuento, la crónica periodística, la crítica cinematográfica y la investigación académica.

## Biografía
Por diversas contingencias nació en el municipio de Santa Rosa de Cabal, Risaralda, y no en Medellín, la ciudad donde su vida ha tenido lugar mayormente. Durante una década, a partir de 1985, asistió al taller de escritores que dirigía en la Biblioteca Pública Piloto el escritor Manuel Mejía Vallejo. Bachiller del Liceo Gilberto Alzate Avendaño. Estudió la carrera de Comunicación Social y Periodismo en la Universidad de Antioquia; allí hizo después la Maestría en Literatura Colombiana y en la actualidad cursa el Doctorado en Literatura. En esta universidad es profesor de tiempo completo del programa de Periodismo.
En 2001 obtuvo el Premio Nacional de Literatura de la Cámara de Comercio de Medellín por su novela La ciudad de todos los adioses, que fue publicada por la editorial Universidad de Antioquia. En 2002 y 2003 obtuvo sendas becas de creación del Ministerio de Cultura de Colombia y de la Alcaldía de Medellín para la escritura de su segunda novela, que se publicó en 2007 con el título de Mártires del deseo.
En 2008 obtuvo una beca de creación de la Alcaldía de Medellín para la escritura del volumen de cuentos Medellinenses, y una de investigación del Ministerio de Cultura para continuar el trabajo que había iniciado como tesis de grado en la Maestría en Literatura Colombiana y que se publicó en 2012 con el título Encuentros del cine y la literatura en Colombia. Recuento histórico y filmografía total de adaptaciones, 1899-2012. En 2009 le fue concedido el Premio de Periodismo del Círculo de Periodistas de Antioquia por su antología de crónica periodística y crítica cinematográfica Para agradar a las amigas de mamá. Periodismo, cine y otras futilidades. En 2013 recibió una nueva beca de creación de la Alcaldía de Medellín para la escritura de su novela La familia perfecta, que fue publicada al año siguiente.

## Obras
- La ciudad de todos los adioses. Editorial Universidad de Antioquia, 2001.
- Mártires del deseo. Alcaldía de Medellín, Fondo Editorial Ateneo Porfirio Barba Jacob y El Transeúnte Editor, 2007.
- Para agradar a las amigas de mamá. Periodismo, cine y otras futilidades. Borealia, Libros y Verdades, 2009. Compilación de crónica periodística y crítica cinematográfica de sus dos primeras décadas de trabajo profesional. Contiene además el relato Las huellas bajo las sombras del ayer, escrito en 1966 por César Alzate Botero, padre del autor.
- Medellinenses. Alcaldía de Medellín y Fondo Editorial Ateneo Porfirio Barba Jacob, 2009. Cuentos.
- Encuentros del cine y la literatura en Colombia. Recuento histórico y filmografía total de adaptaciones, 1899-2012. Ministerio de Cultura y Borealia, Libros y Verdades, 2012.
- La familia perfecta: Planeta, 2014.